# Parafia św. Stanisława Kostki w Karolewie
Parafia św. Stanisława Kostki w Karolewie – rzymskokatolicka parafia została utworzona 25 maja 1981 roku. Parafia należy do Dekanatu Kętrzyn. 

## Historia
Protestancka parafia w Karolewie powstała w 1900 r. przez wydzielenie jej z parafii w Czernikach.
Parafię w Karolewie erygował biskup warmiński Józef Glemp w dniu 19 czerwca 1980 r., jednak formalnie zatwierdzona została przez władze państwowe 25 maja 1981 r.

## Kościoły, kaplice parafii
Do parafii w Karolewie należą: kościół parafialny, kościół filialny pw. św Jana w Czernikach oraz kaplice w Parczu.
 Msze św. w kościele parafialnym odprawiane są w każdą niedzielę i w święta nakazane o godzinie 8:30 i 12:00, w dni powszednie o 17:00. W kościele św. Jana w Czernikach w niedziele i w święta nakazane o godzinie 10:30, oraz w pierwsze piątki miesiąca i święta nienakazane o godzinie 16:00. W Parczu w każdą sobotę (przerwa w wakacje) msze św. odprawiane są o godzinie 18:00.